# Свобода

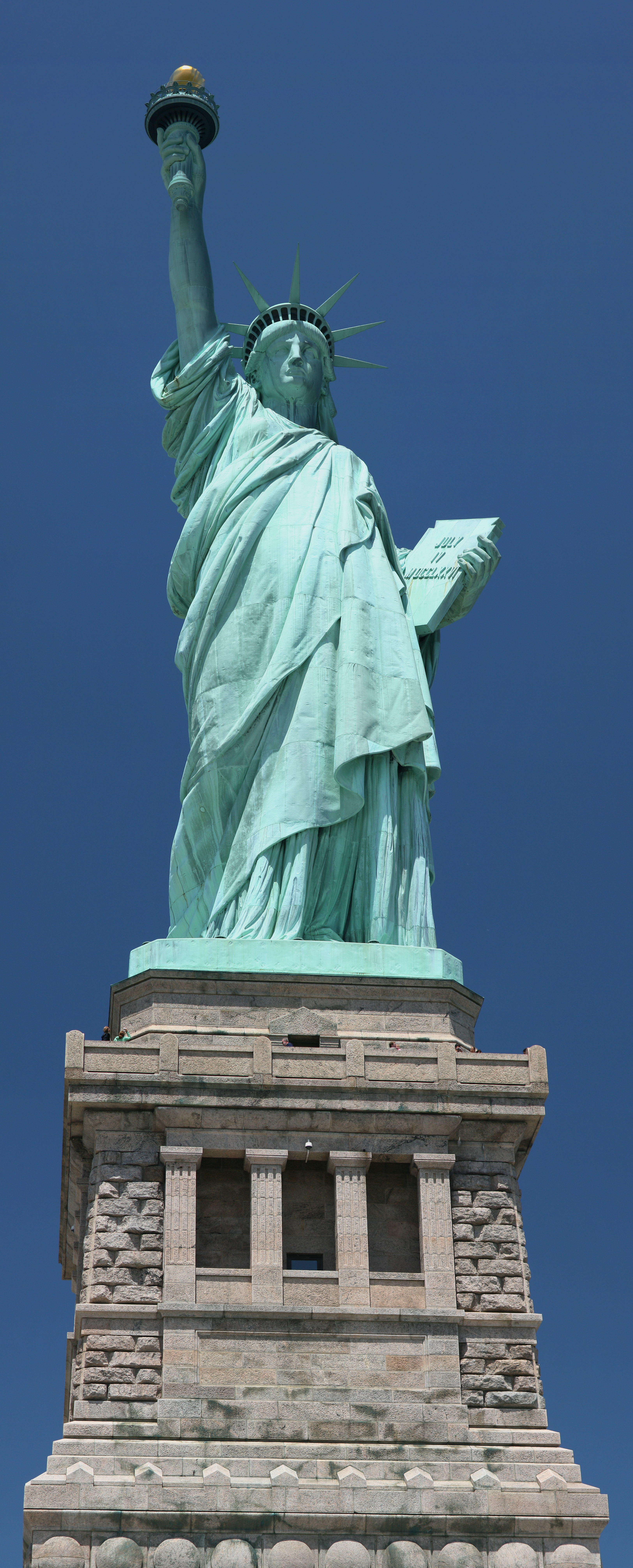
Статуя Свободы на о. Свободы близ Нью-Йорка, США

Свобо́да — состояние субъекта, в котором он является определяющей причиной своих действий, то есть они не обусловлены непосредственно иными факторами, в том числе природными, социальными, межличностно-коммуникативными и индивидуально-родовыми. При этом свободу не стоит путать со вседозволенностью, когда человек вовсе не учитывает возможной пагубности своих действий для себя и окружающих.
Существует множество различных определений свободы. В этике понимание свободы связано с наличием свободы воли человека.
Свобода в философии — универсалия культуры субъектного ряда, фиксирующая возможность деятельности и поведения в условиях отсутствия внешнего целеполагания.
Свобода личности в праве — закреплённая в конституции или ином нормативном правовом акте возможность определённого поведения человека (например, свобода слова, свобода вероисповедания). Категория свободы близка к понятию права в субъективном смысле — субъективному праву, однако последнее предполагает наличие юридического механизма для реализации и обычно соответствующей обязанности государства или другого субъекта совершить какое-либо действие. Напротив, юридическая свобода не имеет чёткого механизма реализации, ей соответствует обязанность воздерживаться от совершения каких-либо нарушающих данную свободу действий. Так, в «Декларации прав человека и гражданина» (1789, Франция) свобода человека трактуется как возможность «делать всё, что не наносит вреда другому: таким образом, осуществление естественных прав каждого человека ограничено лишь теми пределами, которые обеспечивают другим членам общества пользование теми же правами. Пределы эти могут быть определены только законом».

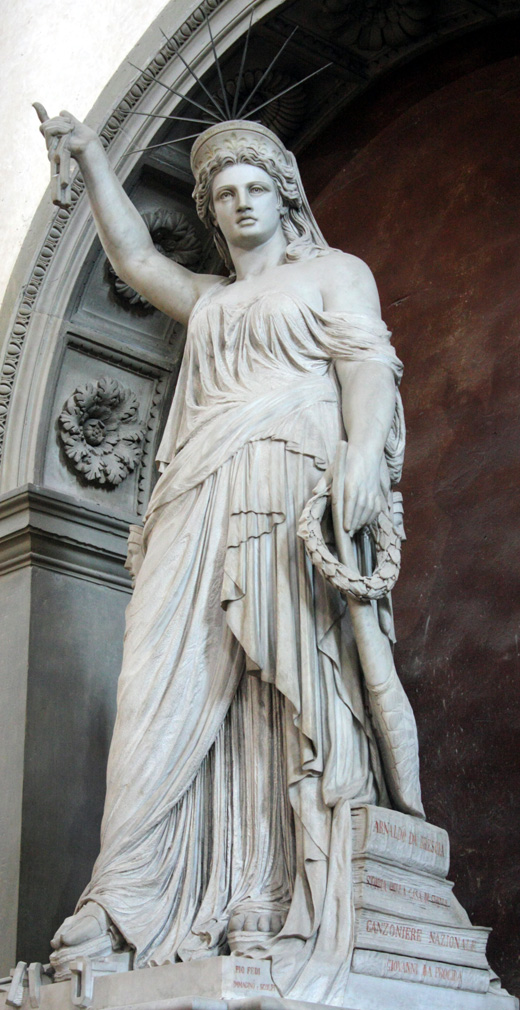
Свобода поэзии (Базилика Санта-Кроче, Флоренция)

## Этимология
Слово «свобода» в нынешней его форме имени существительного — сравнительно позднего происхождения. В древних памятниках XI и XII веков встречается лишь наречие в смысле прилагательного: свободь или свободъ (например, в Остромировом Евангелии первичного извода: въ истину свободъ будете).
Древнерусское слово свободь восходит к праиндоевропейскому языку, явным образом соотносясь с древнеиндийским svapati (сам себе господин: «svo» — свой и «poti» — господин).
Славянское слово свобъство (вариант: собъство) означало принадлежность к своему роду-племени; древнерусские слова свобода и слобода означали как состояние независимости, так и селение независимых земледельцев. Лишь с XVIII века в русском языке слово свобода постепенно приобрело новые значения. При этом сначала слова свобода и вольность были взаимозаменяемыми в политических контекстах, но затем для аналогичных контекстов выбиралось уже только слово свобода.

## Представления о свободе в различных философских системах

Свобода, ведущая народ — знаменитая картина Эжена Делакруа, символ июльской революции 1830 года и борьбы за свободу

В истории развития понятия свободы понятие творческой свободы постепенно вытесняет понятие свободы от препятствий (принуждения, каузальности, судьбы). В древней философии (у Сократа и Платона) речь идёт прежде всего о свободе в судьбе, затем о свободе от политического деспотизма (у Аристотеля и Эпикура) и о бедствиях человеческого существования (у Эпикура, стоиков, в неоплатонизме). В средние века подразумевалась свобода от греха и проклятие церкви, причём возникал разлад между нравственно требуемой свободой человека и требуемым религией всемогуществом Бога. В эпоху Ренессанса и последующий период под свободой понимали беспрепятственное всестороннее развертывание человеческой личности.
Со времен Просвещения возникает понятие свободы, заимствованное у либерализма и философии естественного права (Альтузий, Гоббс, Гроций, Пуфендорф; в 1689 году в Англии — Билль о правах), сдерживаемое все углубляющимся научным взглядом, признающим господство всемогущей естественной причинности и закономерности. Согласно марксизму человек мыслит и поступает в зависимости от побуждений и среды (см. Ситуация), причём основную роль в его среде играют экономические отношения и классовая борьба. Способности человека к анализу, самоанализу, моделированию, представлению результатов своих действий и дальнейших последствий, по взглядам марксистов, не делают человека свободным. Спиноза определяет свободу как любовь к Богу и любовь Бога к человеку: «Из этого мы ясно понимаем, в чём состоит наше спасение, или блаженство, или свобода — а именно в постоянной и вечной любви к Богу или в любви Бога к человеку».
Некоторые определяют свободу как господство над обстоятельствами со знанием дела, а другие, как Шеллинг, утверждают, что свобода — это способность делать выбор на основе различения добра и зла.
Согласно экзистенциализму Хайдеггера, основным состоянием бытия является страх — страх перед возможностью небытия, страх, который освобождает человека от всех условностей действительности и позволяет ему достигнуть в некоторой степени свободы, основанной на ничто, выбрать самого себя в своем неизбежном возлагании ответственности на себя самого (см. Заброшенность), то есть выбрать себя как собственное, имеющее ценность существование. Согласно экзистенциализму Ясперса, человек свободен преодолеть бытие мира в выборе самого себя и достигнуть трансценденции Всеобъемлющего.
Согласно Р. Мэю, «…Способность трансцендировать из сиюминутной ситуации является основой человеческой свободы. Уникальное качество человеческого существа — широкий спектр возможностей в любой ситуации, которые, в свою очередь, зависят от самоосознания, от его способности в воображении перебирать различные способы реагирования в данной ситуации». Такое понимание свободы обходит проблему детерминизма в принятии решения. Как бы решение ни было принято, человек его осознаёт, причём осознаёт не причины и цели решения, а значение самого решения. Человек способен выйти за рамки непосредственной задачи (как бы мы ни называли объективные условия: необходимость, стимул, или же психологическое поле), он в состоянии иметь какое-то отношение к самому себе, и уже в соответствии с этим принимать решение.
Свободное бытие означает возможность осуществлять добрую или злую волю. Добрая воля обладает достоверностью безусловного, божественного; она ограничивается бессознательным жизненным упрямством простого определённого бытия и подлинного бытия. Согласно экзистенциализму Сартра, свобода не свойство человека, а его субстанция. Человек не может отличаться от своей свободы, свобода не может отличаться от её проявлений. Человек, так как он свободен, может проецировать себя на свободно выбранную цель, и эта цель определит, кем он является. Вместе с целеполаганием возникают и все ценности, вещи выступают из своей недифференцированности и организуются в ситуацию, которая завершает человека и к которой принадлежит он сам. Следовательно, человек всегда достоин того, что с ним случается. У него нет оснований для оправдания.
Тесно связаны понятия анархизма и свободы. Основой идеологии анархистов является утверждение, что государство — тюрьма для народа. Против этого утверждения можно поставить тот факт, что государство обеспечивает безопасность и другие общие интересы своих граждан, ограничивая их свободу. Иными словами, государство играет роль монополии на ограничение свободы человека. В контексте следует отметить труды таких фантастов как Шекли и Брэдбери, особенно повесть «Билет на планету Транай», описывающую общество с радикально иной моралью.

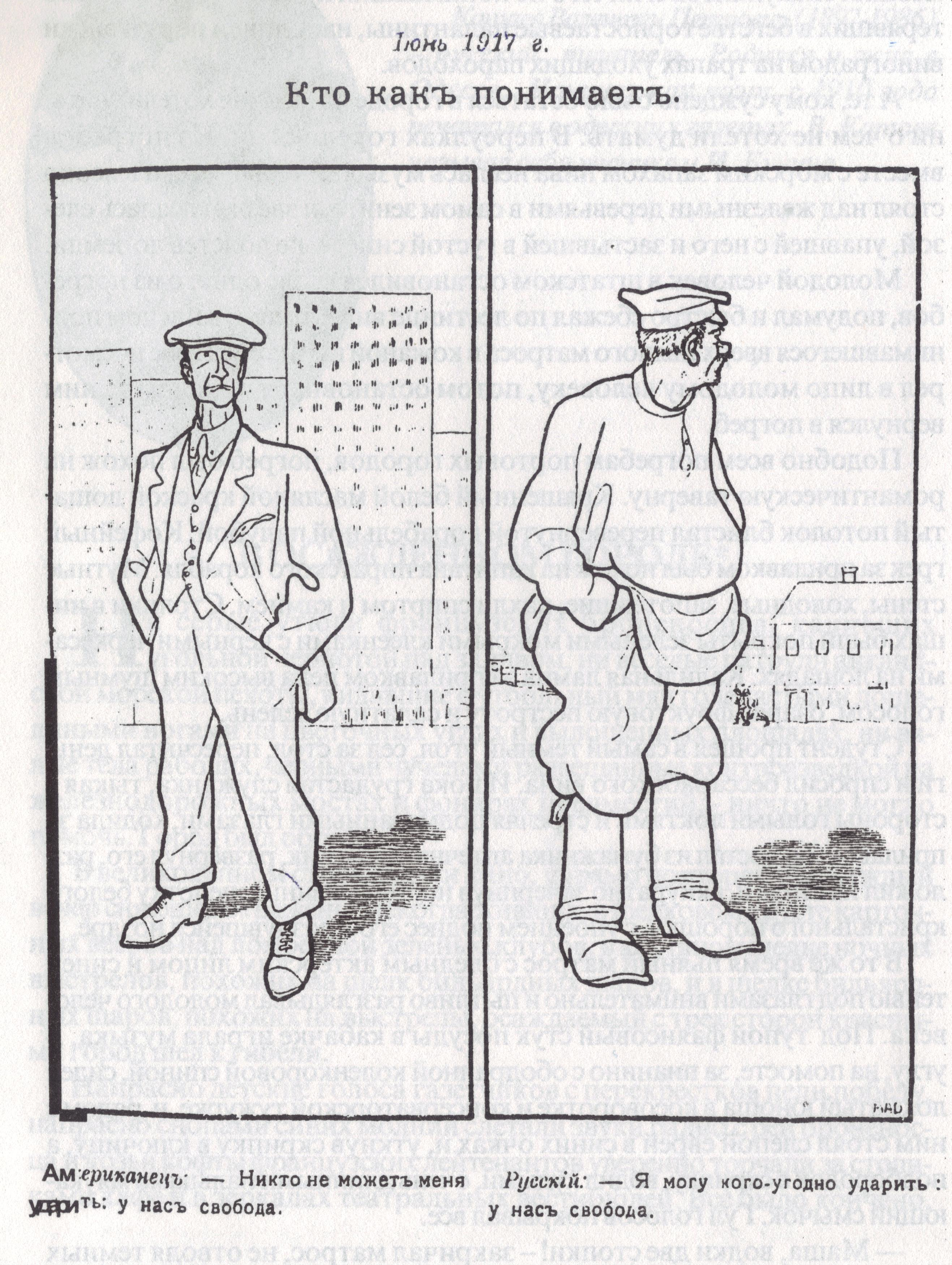
Карикатура из одесского юмористического журнала, июнь 1917 г.

### Свобода как правопорядок
Основатель немецкой классической философии Иммануил Кант указывал на неразрывную связь свободы и правопорядка. Он утверждал, что человек свободен, если он должен подчиняться не другому человеку, а закону, обязательному для всех:

Свобода есть независимость от произвольной воли другого [человека]. До тех пор пока она не мешает свободе других [людей] в соответствии со всеобщим законом — это природное врождённое право каждого человека, принадлежащее ему в силу его человеческой природы.
Оригинальный текст (англ.)Freedom is independence of the compulsory will of another; and in so far as it can coexist with the freedom of all according to a universal law, it is the one sole original, inborn right belonging to every man in virtue of his humanity.

### Свобода как цель развития
Эрих Фромм утверждал, что свобода есть цель человеческого развития:

В библейском […] понимании, свобода и независимость суть цели человеческого развития; назначение человеческих деяний есть постоянный процесс самоосвобождения от пут, привязывающих человека к прошлому, к природе, клану и идолам.

### Свобода и необходимость
Л. Н. Толстой более полно охарактеризовал категорию свободы в диалектическом единстве с категорией необходимости (Л. Н. Толстой «Война и мир» т. IV):
- То, что не было бы свободно, не могло бы быть и ограничено. Воля человека представляется ему ограниченною именно потому, что он сознает её не иначе, как свободною.
- Если бы даже, допустив остаток наименьшей свободы равным нулю, мы бы признали в каком-нибудь случае, как, например, в умирающем человеке, в зародыше, в идиоте, полное отсутствие свободы, мы бы тем самым уничтожили самое понятие о человеке, которое мы рассматриваем; ибо как только нет свободы, нет и человека.
- Итак, для того чтобы представить себе действие человека, подлежащее одному закону необходимости, без свободы, мы должны допустить знание бесконечного количества пространственных условий, бесконечного великого периода времени и бесконечного ряда причин.

Для того чтобы представить себе человека совершенно свободного, не подлежащего закону необходимости, мы должны представить его себе одного вне пространства, вне времени и вне зависимости от причин.
В первом случае, если бы возможна была необходимость без свободы, мы бы пришли к определению закона необходимости тою же необходимостью, то есть к одной форме без содержания.
Во втором случае, если бы возможна была свобода без необходимости, мы бы пришли к безусловной свободе вне пространства, времени и причин, которая по тому самому, что была бы безусловна и ничем не ограничивалась, была бы ничто или одно содержание без формы.
Мы бы пришли вообще к тем двум основаниям, из которых складывается все миросозерцание человека, — к непостижимой сущности жизни и к законам, определяющим эту сущность.
- Разум выражает законы необходимости. Сознание выражает сущность свободы.
- Но, как в астрономии новое воззрение говорило: «Правда, мы не чувствуем движения земли, но, допустив её неподвижность, мы приходим к бессмыслице; допустив же движение, которого мы не чувствуем, мы приходим к законам», — так и в истории новое воззрение говорит: «И правда, мы не чувствуем нашей зависимости, но, допустив нашу свободу, мы приходим к бессмыслице; допустив же свою зависимость от внешнего мира, времени и причин, приходим к законам».

В первом случае надо было отказаться от сознания несуществующей неподвижности в пространстве и признать неощущаемое нами движение; в настоящем случае — точно так же необходимо отказаться от несуществующей свободы и признать неощущаемую нами зависимость.

## Представления о свободе в религиозных учениях

### Буддизм
В буддизме сансару, в которой живёт человек, также характеризуют как мир несвободы. Будда утверждал, что полная духовная свобода человека возможна, если человек будет следовать восьмеричному пути, избавляющему от страданий. Если такой человек сможет достичь просветления, то с позиции психологии он обретёт «полную свободу от любых негативных эмоций» и «особую, невыразимую полноту бытия».
По мнению школы дзэн, человек по-настоящему обретает свободу лишь в том случае, если у него нет даже догадок о том, «что он свободен и что вообще есть такие понятия, как „свобода“ и „не-свобода“». Один из ведущих популяризаторов дзэн-буддизма Д. Т. Судзуки также отмечал, что дзэн является практикой, с помощью которой последователь обретает независимость от внешней ситуации и тем самым абсолютную свободу, не связанную с политическими, экономическими и прочими «относительными» свободами: «в какой бы ситуации он ни оказался, он всегда внутри себя найдёт свободу».

## Экономическая свобода
Известный экономист Фридрих фон Хайек дал следующее определение экономической свободы:

Экономическая свобода — это свобода любой деятельности, включающая право выбора и сопряжённые с этим риск и ответственность.

Хайек также подчёркивал, что плановая экономика отличается от либерального капитализма именно отсутствием экономической свободы.

## Алексис де Токвиль о свободе
Французский социолог Алексис де Токвиль в своей работе Демократия в Америке выразил опасение об установлении в будущем новой формы деспотизма, убивающей свободу:
Я хочу представить себе, в каких новых формах в нашем мире будет развиваться деспотизм:

Я вижу неисчислимые толпы равных и похожих друг на друга людей, которые тратят свою жизнь в неустанных поисках маленьких и пошлых радостей, заполняющих их души. Каждый из них, взятый в отдельности, безразличен к судьбе всех прочих, его дети и наиболее близкие из друзей и составляют для него весь род людской. Что же касается других сограждан, то он находится рядом с ними, но не видит их; он задевает их, но не ощущает; он существует лишь сам по себе и только для себя. И если у него ещё сохраняется семья, то уже можно по крайней мере сказать, что отечества у него нет.
Над всеми этими толпами возвышается гигантская охранительная власть, обеспечивающая всех удовольствиями и следящая за судьбой каждого в толпе. Власть эта абсолютна, дотошна, справедлива, предусмотрительна и ласкова. Её можно было бы сравнить с родительским влиянием, если бы её задачей, подобно родительской, была подготовка человека к взрослой жизни. Между тем власть эта, напротив, стремится к тому, чтобы сохранить людей в их младенческом состоянии. Она желала бы, чтобы граждане получали удовольствия и чтобы не думали ни о чём другом. Она охотно работает для общего блага, но при этом желает быть единственным уполномоченным и арбитром. Она заботится о безопасности граждан, предусматривает и обеспечивает их потребности, облегчает им получение удовольствий, берёт на себя руководство их основными делами, управляет их промышленностью, регулирует права наследования и занимается дележом их наследства. Отчего бы ей совсем не лишить их беспокойной необходимости мыслить и жить на этом свете?
Именно таким образом эта власть делает всё менее полезным и редким обращение к свободе выбора, она постоянно сужает сферу действия человеческой воли, постепенно лишая каждого отдельного гражданина возможности пользоваться всеми своими способностями. Равенство полностью подготовило людей к подобному положению вещей: оно научило мириться с ним, а иногда даже воспринимать его как некое благо.
После того как все граждане поочередно пройдут через крепкие объятия правителя и он вылепит из них то, что ему необходимо, он простирает свои могучие длани на общество в целом. Он покрывает его сетью мелких, витиеватых, единообразных законов, которые мешают наиболее оригинальным умам и крепким душам вознестись над толпой. Он не сокрушает волю людей, но размягчает её, сгибает и направляет; он редко побуждает к действию, но постоянно сопротивляется тому, чтобы кто-то действовал по своей инициативе. Он ничего не разрушает, но препятствует рождению нового. Он не тиранит, но мешает, подавляет, нервирует, гасит, оглупляет и превращает в конце концов весь народ в стадо пугливых и трудолюбивых животных, пастырем которых выступает правительство.
Я всегда был уверен, что подобная форма рабства, тихая, размеренная и мирная, картину которой я только что изобразил, могла бы сочетаться, хоть это и трудно себе представить, с некоторыми внешними атрибутами свободы и что она вполне может установиться даже в тени народной власти.

Наших современников постоянно преследуют два враждующих между собой чувства. Они испытывают необходимость в том, чтобы ими руководили, и одновременно желание остаться свободными. Будучи не в состоянии побороть ни один из этих противоречивых инстинктов, граждане пытаются удовлетворить их оба сразу. Они хотели бы иметь власть единую, охранительную и всемогущую, но избранную ими самими. Они хотели бы сочетать централизацию с властью народа, это бы их как-то умиротворило. Находясь под опекой, они успокаивают себя тем, что опекунов своих они избрали сами.

## В астрономии
В честь свободы назван астероид (567) Елевтерия открытый 28 мая 1905 года немецким астрономом Паулем Гёцем в Обсерватории Хайдельберг-Кёнигштуль